# Protea kibarensis
Protea kibarensis är en tvåhjärtbladig växtart. Protea kibarensis ingår i släktet Protea och familjen Proteaceae.

## Underarter
Arten delas in i följande underarter:
- P. k. cuspidata
- P. k. kibarensis